# Профилирана езикова гимназия „Екзарх Йосиф I“
Профилирана езикова гимназия „Екзарх Йосиф I“ е средно училище в град Ловеч.
На 10 декември 1881 г. американският протестантски мисионер Rev. D.C. Challis основава Американското (основно) девическо училище в Ловеч, което се превръща в прогимназия, а след това в гимназия (Американски колеж) с пансион, закрит през 1948 г. На 15 февруари 1950 г. се открива Средното училище за чужди езици (СУЧЕ) – първата и най-стара езикова гимназия в най-новата история на България, с 3 отдела: френски (през 1958 г. преместен във Варна), немски и английски (през 1956 г. преместен в София). На 1 септември 1984 г. се възстановява отново английският отдел, на 1 септември 1986 г. – френският отдел, а от 1998 г. училището се нарича Гимназия за чужди езици „Екзарх Йосиф I“. От 15 септември 2016 г. с наредба на Министерството на образованието училището вече е с ново име – Профилирана езикова гимназия „Екзарх Йосиф I“.
Възпитаници на училището са Нора Ананиева, Бриго Аспарухов, Нели Куцкова, Иван Драшков, Симеон Дянков, Иван Бенчев, Владо Даверов и други.
Понастоящем директор на гимназията е Иво Райнов, който заема този пост през 2024 г.  

## Традиции
Сред традициите на училището са тридневния фестивал в театралния салон на училището, който се организира всяка година малко преди настъпването на пролетта.
Празникът на училището е на 16 април. Отбелязва се чрез тържествена вечер в театъра последвана от пиесата на завършващия випуск, изпълнена от драматичния състав „Димитър Димов“ към езиковата гимназия.
Преди изпращането на завършващия випуск се организира „Бягството“. Преди, когато всички ученици са живеели в пансионите и излизането от училищната територия е било забранено, учениците са „бягали“ и са обирали цветята в градините в града, за да могат да ги подарят на абитуриентите на сутринта. Днес в името на традицията учениците се събират в нощта преди изпращането на белия паметник в парка „Стратеш“ и за последно цялото училище купонясва заедно.

## Филмът „Вчера“
През 1988 година се снима филмът „Вчера“, разказващ за живота на училището, по сценарий на Владо Даверов, бивш възпитаник на ЕГ. Кулминационният момент във филма – изпълняването на клетвата, свързан със стар известен обичай за кръвните братя, се превръща в традиция за учениците. Песента „Клетва“ на Кирил Маричков от музиката към филма се превръща в неофициален химн на гимназията. С нея завърша всеки клуб, всеки фест, всяко бягство, всяко изпращане.

## Училището днес
Повечето преподаватели в училището са бивши възпитаници на гимназията. Езиковата гимназия има свой ученически парламент, в който участват всички ученици от училището. Те се разделят на първа, втора, трета група и група „Вестник“. Събития около обществения живот на училището се организират от упълномощената за това група. Председателят води заседанията и задава темите и въпросите, той представлява ученическото тяло пред училищното настоятелство и съвета. Всяка група има председател, който разпределя дейностите около изпълнението на задачите. Група „Вестник“ издава училищния вестник „ЕГпрес“. Гимназията е известна със своя подкаст „Традицията след нас“, където се канят учители, които разказват интересни моменти от своя живот, споделят доста интересни случки, дават съвети и разкриват себе си.